# Jakob Schläpfer
Jakob Schläpfer (* 14. Juli 1719 in Grub; † 16. April 1779 in Genua; heimatberechtigt in Speicher) war ein Schweizer Textilunternehmer aus dem Kanton Appenzell Ausserrhoden.

## Leben
Jakob Schläpfer war ein Sohn von Michael Schläpfer (Landwirt, Gemeindehauptmann sowie Landesfähnrich) und Katharina Lendenmann. Schläpfer leitete die Genueser Filiale der Textilhandelsfirma Gebrüder Schläpfer. Diese hatte er in den 1740er Jahren mit seinem Bruder Matthias Schläpfer gegründet. Von 1752 bis 1753 liess er in Speicher ein Kaufhaus errichten. 1756 wurde daran eine Appretur angebaut. Die beiden im Handel unerfahrenen Brüder verdankten ihren Geschäftserfolg vor allem dem mit ihnen nicht verwandten Johannes Schläpfer. Nach dessen Austritt 1765 hatten sie von 1765 bis 1768 geschäftliche Erfolge mit den Geschäftsteilhabern Sebastian Honnerlag und Johann Georg Honnerlag. Diese waren ihre verschwägerten Brüder. Nach 1768 begann der Niedergang der Firma. Schläpfer führte sie von 1776 bis 1779 allein.